# Iglesia y Convento de los Descalzos
La Iglesia y Convento de los Descalzos (oficialmente Convento de Nuestra Señora de los Ángeles) es un templo religioso y convento franciscano, ubicado en el distrito del Rímac, en la ciudad de Lima, capital del Perú. Fue declarado Patrimonio Cultural de la Nación en 1972.

## Historia
Fundado en 1595 por la Orden Franciscana y bajo el auspicio del arzobispo Toribio de Mogrovejo, en los terrenos donados por María de Valera y su hijo Luis Guillén, benefactores de la orden, el complejo monacal se ubica en el distrito histórico del Rímac a los pies del cerro San Cristóbal y al final de la Alameda de los Descalzos, paseo trazado en 1611 por mandato del virrey Juan de Mendoza y Luna, Marqués de Montesclaros, con el fin de facilitar y embellecer el camino hacia el convento. La población limeña lo denominó de los descalzos por las sandalias que llevaban los franciscanos.
Es de arquitectura sencilla y austera, sin adornos, con corredores largos y estancias a distintos niveles debido a la inclinación que da la colina donde se asienta. Las características de su construcción lo asemejan a una casa hacienda rural.
El convento franciscano fue un importante centro evangelizador de donde partieron los misioneros encargados de enseñar la doctrina cristiana a los pueblos originarios de la sierra peruana.
El 18 de diciembre de 1981 se abrió en sus instalaciones el Museo de los Descalzos. Se exhiben las reliquias de Francisco Solano, Francisco de Asís y Antonio de Padua, junto a más de 300 lienzos de la escuela cusqueña, limeña y quiteña, y una biblioteca con más de 15,000 libros de piel de cabra de los siglos XVI al XX.

## Galería

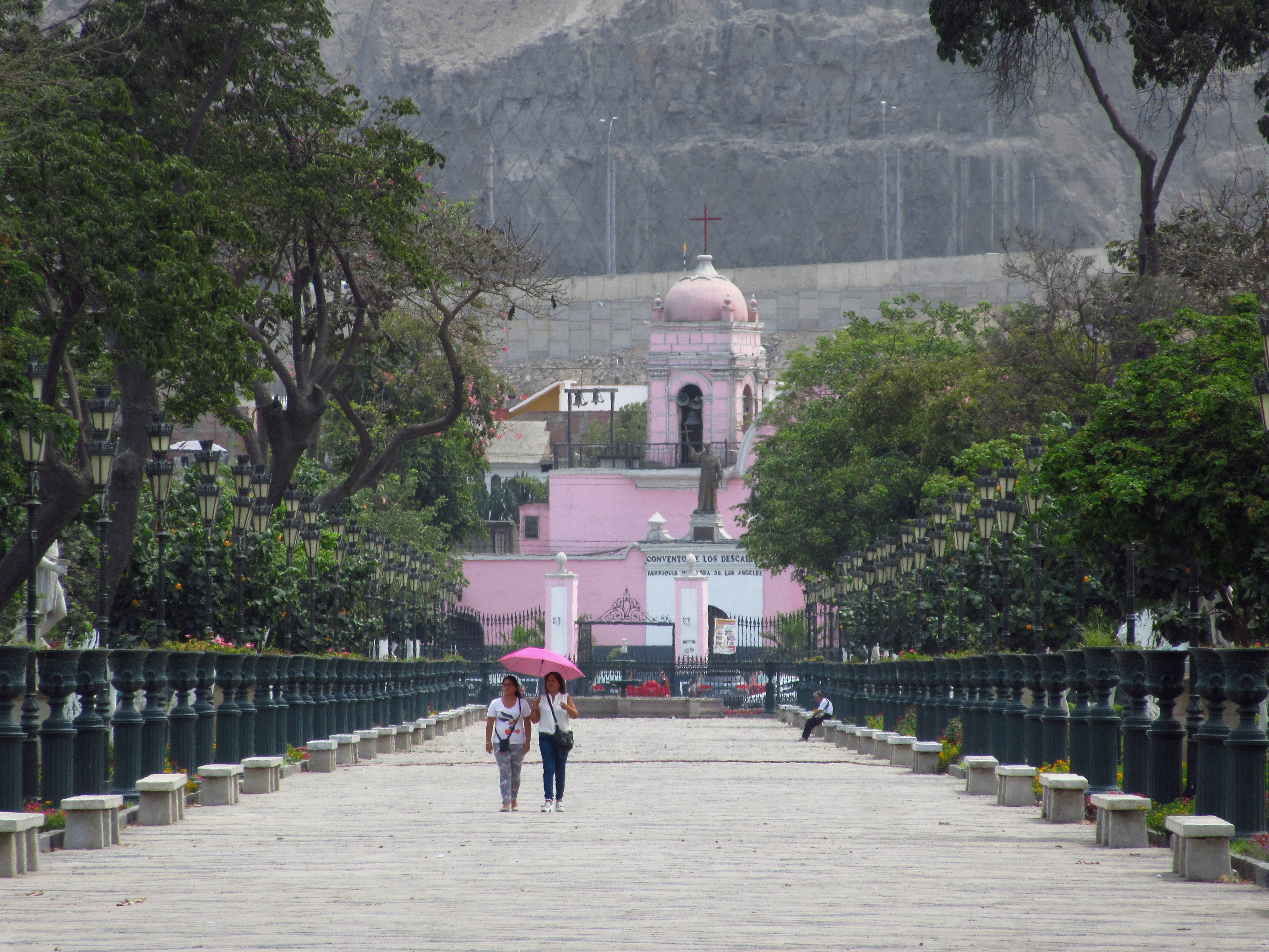
Desde la Alameda de los Descalzos
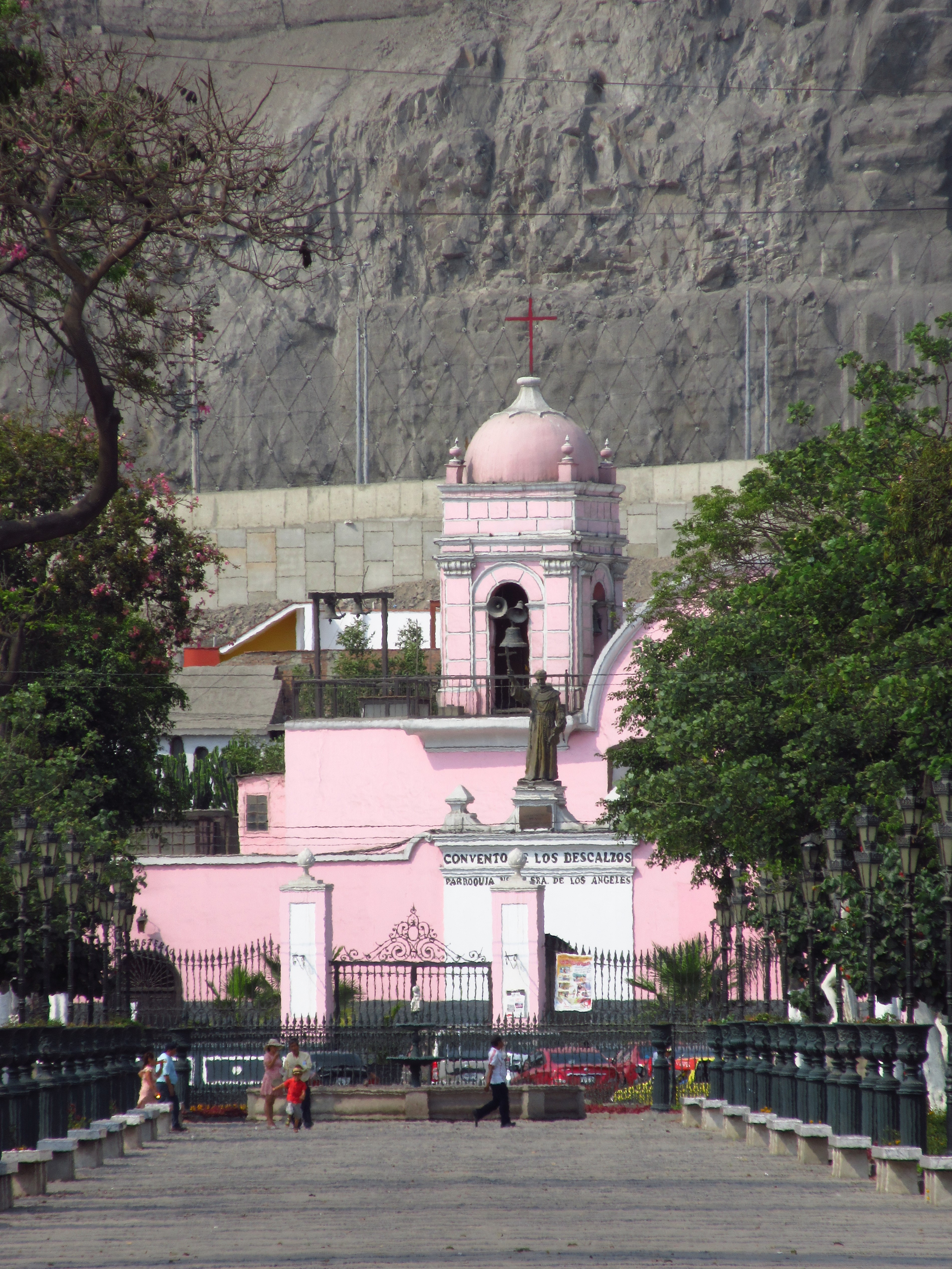
Torre de la iglesia
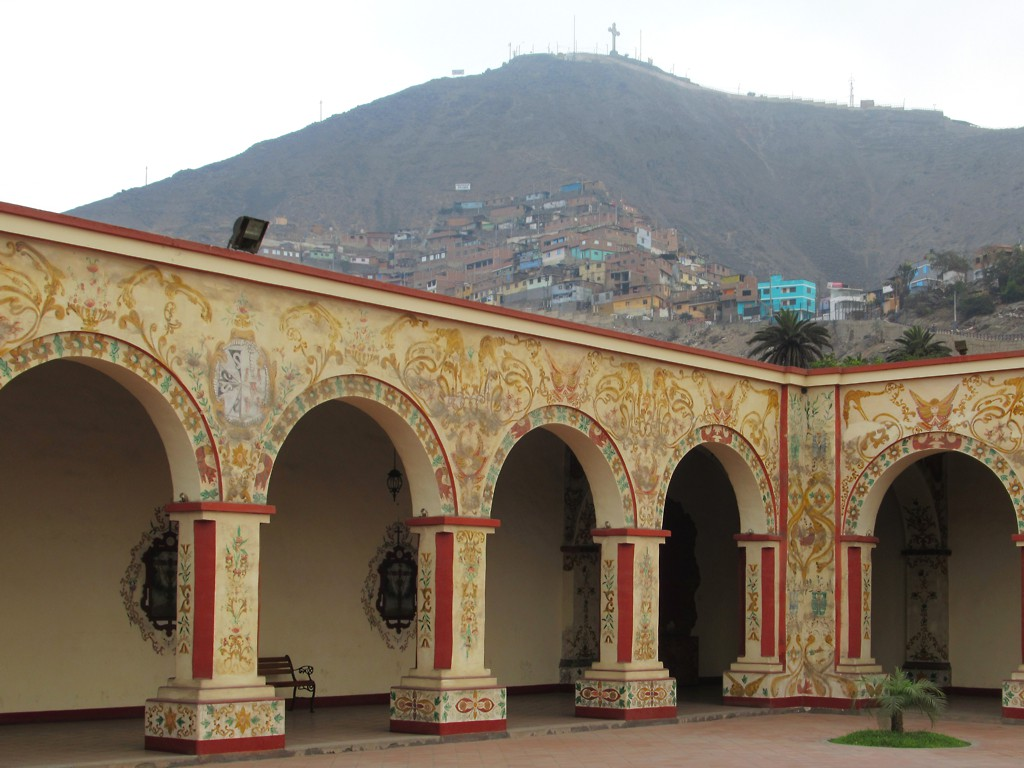
El cerro San Cristóbal desde el patio del convento